# Gap Mangione
Gap Mangione (* 31. července 1938) je americký jazzový klavírista. Narodil se a vyrůstal v Rochesteru ve státě New York po boku svého bratra Chucka, který se později rovněž stal jazzovým hudebníkem. Bratři začali v roce 1958 vystupovat společně pod názvem Jazz Brothers a v letech 1960 až 1961 nahráli tři alba pro nahrávací společnost Riverside Records. Své první sólové album, které dostalo název Diana in the Autumn Wind, klavírista vydal v roce 1968 a následovala řada dalších. Během své kariéry spolupracoval s mnoha dalšími hudebníky, mezi které patří například Steve Gadd a Dizzy Gillespie. V roce 2015 byl uveden do Rochesterské hudební síně slávy. Jeho manželkou je výtvarnice Janet Mangione.